# ديلي ميل
ديلي ميل (بالإنجليزية: Daily Mail) هي صحيفة بريطانية يومية من نوع السوق المتوسط صحيفة تابلويد مملوكة من قبل ديلي ميل وجنرال ترست.
وجدت دراسة استقصائية في عام 2014 أن متوسط عمر القارئ 58 عام، وكان للصحيفة أدنى معدل ديموغرافي بين من تتراوح أعمارهم بين 15 إلى 44 عاما من بين كبرى الصحف البريطانية. تعد الصحيفة هي الصحيفة اليومية البريطانية الوحيدة تقريبا التي يعد أغلبية قرائها من النساء، حيث يشكلن 52-55% من القراء. كان متوسط التداول اليومي حوالي 1,222,611 نسخة في نوفمبر 2018. بين يوليو وديسمبر 2013 كان متوسط القراء اليومي حوالي 3.951 مليون نسمة، منهم حوالي 2.503 مليون في فئات ABC1 الديمغرافية، و1.448 مليون في فئات C2DE الديموغرافية. يزور موقع الصحيفة أكثر من 100 مليون زائر شهريا.
تم انتقاد ديلي ميل على نطاق واسع من حيث عدم موثوقيتها، وكذلك كتابتها قصص تعتمد على أسلوب الإثارة وغير دقيقة في مجالات العلوم والبحوث الطبية، وكذلك انتهاكات حقوق التأليف والنشر.
فازت ديلي ميل بعدد من الجوائز، بما في ذلك جائزة الصحيفة القومية في العام من جوائز الصحافة البريطانية سبع مرات منذ عام 1995.

## وصلات خارجية
- ديلي ميل على موقع الموسوعة البريطانية (الإنجليزية)
- ديلي ميل على موقع روتن توميتوز (الإنجليزية)

- الموقع الرسمي
 (بالإنجليزية)